# Modulatricidae
Modulatricidae je nepočetná čeleď pěvců, jež zahrnuje pouze tři druhy z horských lesů tropické Afriky. Tato špatně známá monofyletická skupina ležící na bázi passeroidních zpěvných byla vědecky formálně popsána teprve v roce 2015. Její zástupci se vzhledem podobají drozdům, měří asi 15–19 cm, jemné a husté opeření má hnědé nebo olivové zbarvení, někdy se vzorováním. Křídla jsou krátká a zaoblená; ocas středně dlouhý; zobák relativně dlouhý, tenký a rovný. Neobjevuje se výrazný pohlavní dimorfismus.
O chování a ekologii těchto ptáků je známo jen mizivé množství informací. Živí se bezobratlými a bobulemi, které shánějí v lesním podrostu a někdy následují roje tropických mravenců. Staví si miskovitá hnízda, do nichž samice klade dvě vejce, podrobnosti o hnízdních návycích těchto ptáků jsou však obestřeny tajemstvím.

## Systematika
Čeleď Modulatricidae zahrnuje následující tři druhy, přičemž české názvosloví vychází z Hudce, 2003:
- Modulatrix stictigula (Reichenow, 1906) – sojčík skvrnitohrdlý;
- Arcanator orostruthus (Vincent, 1933) – sojčík proužkobřichý;
- Kakamega poliothorax (Reichenow, 1900) – timálie šedoprsá.

Historicky byly tyto druhy řazeny v rámci rozličných ptačích čeledí, včetně „sběrné skupiny“ timáliovitých (Timaliidae), bulbulovitých (Pycnonotidae) anebo drozdovitých (Turdidae). Potvrzení, že ve skutečnosti tvoří jednu monofyletickou skupinu, přinesla molekulárně-fylogenetická studie Johansson & kol., 2008. Formální popis nové čeledi poskytli Fjeldsa & kol., 2015.
Čeleď Modulatricidae bývá sdružována i v rámci cukernatkovitých (Promeropidae) v kladu passeroidních zpěvných, jak zastává např. studie Oliveros & kol., 2019; obě čeledí představují její bazální zástupce, není však jisté, jestli společně tvoří monofyletickou skupinu.